# انتهاء (اسم)
اِنْتِهَاء هو اسم علم مؤنث من أصل عربي، ومعناه هو بلوغ الغاية والكف عن الشيء.